# (9146) Tulikov
(9146) Tulikov est un astéroïde de la ceinture principale.

## Description
(9146) Tulikov est un astéroïde de la ceinture principale. Il fut découvert le 16 décembre 1976 à Nauchnyj par Lioudmila Tchernykh. Il présente une orbite caractérisée par un demi-grand axe de 2,45 UA, une excentricité de 0,04 et une inclinaison de 7,0° par rapport à l'écliptique.

## Compléments